# Lý thuyết số đại số
Lý thuyết số đại số là một nhánh của lý thuyết số sử dụng các kỹ thuật của đại số trừu tượng để nghiên cứu các số nguyên, các số hữu tỷ và các tổng quát hoá của chúng. Các câu hỏi lý thuyết số được thể hiện dưới dạng thuộc tính của các đối tượng đại số, chẳng hạn các trường số đại số và các vành số nguyên của chúng, các trường hữu hạn, và các trường hàm đại số. Những tính chất này, chẳng hạn như liệu một vành có thừa nhận tính chất nhân tử hoá, dáng điệu của các iđêan, và các nhóm Galois của các trường, có thể giải quyết các câu hỏi có tầm quan trọng hàng đầu trong lý thuyết số, như sự tồn tại của các lời giải cho các phương trình Diophantos.

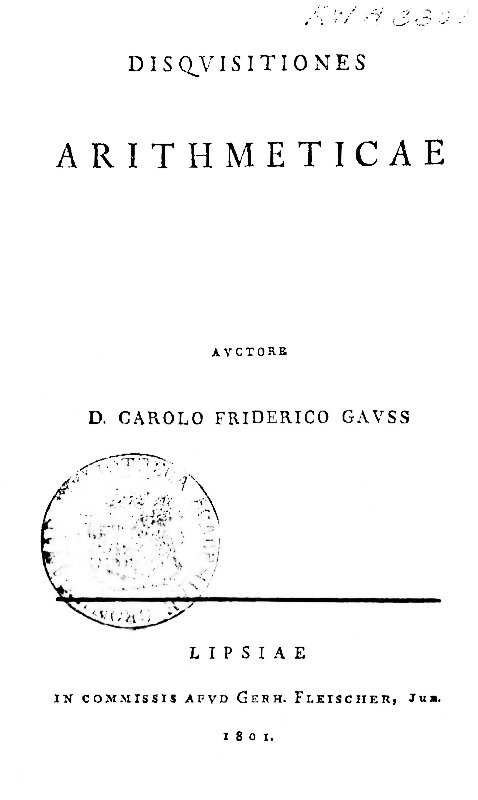
Tranh bìa của bản phát hành đầu tiên của cuốn sách Disquisitiones Arithmeticae, Một trong những tác phẩm nền tảng của lý thuyết số đại số hiện đại.

## Lịch sử

### Diophantos
Sự bắt đầu của lý thuyết số học đại số có thể được tìm từ các phương trình Diophantos được đặt tên theo nhà toán học Alexandria thế kỷ thứ ba, Diophantos, người đã nghiên cứu chúng và phát triển các phương pháp giải quyết một số phương trình này. Một bài toán Diophantos điển hình là tìm hai số nguyên x và y sao cho tổng của chúng, và tổng bình phương, bằng hai số A và B tương ứng:
{\displaystyle A=x+y\ }
{\displaystyle B=x^{2}+y^{2}.\ }
Các phương trình Diophantos đã được nghiên cứu trong hàng ngàn năm. Ví dụ, các lời giải cho phương trình Diophantos bậc hai x2 + y2 = z2 là các bộ ba số Pythagore, ban đầu được người Babylon (khoảng 1800 TCN) giải thành công. Các lời giải cho các phương trình Diophantos tuyến tính, như 26x + 65y = 13, có thể được tìm thấy bằng thuật toán Euclid (khoảng thế kỷ 5 TCN).
Tác phẩm chính của Diophantos là Arithmetica, trong đó chỉ có một phần còn lại đến ngày nay.

### Fermat
Định lý cuối cùng của Fermat lần đầu tiên được Pierre de Fermat phỏng đoán năm 1637, nổi tiếng khi được ông viết ở mép của một bản sao của Arithmetica, tại đó ông tuyên bố ông có một lời giải quá lớn so với lề cuốn sách nên không ghi vào. Không có chứng minh nào thành công được xuất bản cho đến năm 1995 bất chấp những nỗ lực của vô số các nhà toán học trong suốt 358 năm liền. Bài toán chưa được giải quyết này đã kích thích sự phát triển của lý thuyết số đại số trong thế kỷ 19 và chứng minh định lý môđun trong thế kỷ 20.

### Gauss
Một trong những tác phẩm nền móng của lý thuyết số đại số, Disquisitiones Arithmeticae (tiếng Latin, nghĩa là Khám phá số học) là một cuốn sách giáo khoa về lý thuyết số được viết bằng tiếng Latin  của Carl Friedrich Gauss vào năm 1798 khi Gauss 21 tuổi và xuất bản lần đầu tiên năm 1801 khi ông 24 tuổi. Trong cuốn sách này Gauss kết hợp các kết quả trong lý thuyết số thu được bởi các nhà toán học như Fermat, Euler, Lagrange và Legendre và thêm các kết quả quan trọng mới của riêng mình. Trước khi cuốn Disquisitiones được công bố, lý thuyết số bao gồm một tập hợp các định lý cô lập và các phỏng đoán. Gauss kết hợp công trình của những người tiền nhiệm của mình cùng với tác phẩm của chính mình vào một khuôn khổ có hệ thống, lấp đầy các khoảng trống, sửa chữa các chứng minh sai và mở rộng chủ đề bằng nhiều cách.
Cuốn Disquisitiones là điểm xuất phát cho công trình của các nhà toán học châu Âu thế kỷ 19 khác bao gồm Ernst Kummer, Peter Gustav Lejeune Dirichlet và Richard Dedekind. Nhiều chú thích được Gauss đưa ra mang tính thông báo cho các nghiên cứu thêm của riêng ông, một số trong đó vẫn chưa được xuất bản. Các chú thích này chắc chắn có vẻ bí ẩn đối với những người cùng thời; bây giờ chúng ta có thể đọc chúng như là chứa các mầm mống của các lý thuyết của các hàm Lagrange và đặc biệt là phép nhân phức.

### Sách sơ khai
- William Stein, "A Computational Introduction to Algebraic Number Theory"
- Kenneth Ireland and Michael Rosen, "A Classical Introduction to Modern Number Theory, Second Edition", Springer-Verlag, 1990
- Ian Stewart và David O. Tall, "Algebraic Number Theory and Fermat's Last Theorem," A. K. Peters, 2002

### Sách trung cấp
- Daniel A. Marcus, "Number Fields"

### Sách đại học
- Cassels, J. W. S.; Fröhlich, Albrecht biên tập (1967), Algebraic number theory, London: Academic Press, MR 0215665
- Fröhlich, Albrecht; Taylor, Martin J. (1993), Algebraic number theory, Cambridge Studies in Advanced Mathematics, 27, Cambridge University Press, ISBN 0-521-43834-9, MR 1215934
- Lang, Serge (1994), Algebraic number theory, Graduate Texts in Mathematics, 110 (ấn bản thứ 2), New York: Springer-Verlag, ISBN 978-0-387-94225-4, MR 1282723